# Le Signe de Gédéon
Le Signe de Gédéon (The Mark of Gideon) est le seizième épisode de la troisième saison de la série télévisée Star Trek. Il fut diffusé pour la première fois le 17 janvier 1969 sur la chaîne américaine NBC.
Devant se téléporter sur la planète Gédéon pour une mission diplomatique, le capitaine Kirk disparaît subitement et réapparaît dans l'Enterprise totalement vide dans laquelle il fait la rencontre d'une femme mystérieuse.

## Distribution

### Acteurs principaux
- William Shatner — James T. Kirk (VF : Yvon Thiboutot)
- Leonard Nimoy — Spock (VF : Régis Dubost)
- DeForest Kelley — Leonard McCoy
- James Doohan — Montgomery Scott
- George Takei — Hikaru Sulu
- Nichelle Nichols — Nyota Uhura
- Walter Koenig — Pavel Chekov

### Acteurs secondaires
- Sharon Acker - Odona
- David Hurst (en) - Ambassadeur Hodin
- Eugene Dynarski - Krodak
- Richard Derr - Amiral Fitzgerald
- Frank da Vinci - Lieutenant Brent
- Jay Jones - Garde de Gédeon

## Résumé
L'Enterprise est chargée d'effectuer une mission de relation diplomatique avec la planète Gédéon pour la Fédération. Les habitants de Gédéon se disent particulièrement fiers de leur planète, un paradis où l'air sain offre une longue longévité à ses habitants et leur ambassadeur, Hodin, souhaite que seul le capitaine Kirk puisse se téléporter à bord. Toutefois Kirk n'arrive pas sur Gédéon et se retrouve de nouveau à l'intérieur de l'Enterprise, totalement vidé de son équipage. La seule personne vivante à bord semble être une jeune femme, Odona, qui ne sait pas pourquoi elle est là et dont le dernier souvenir est d'être dans un auditorium tellement bondé qu'elle ne pouvait plus y respirer. Elle semble ne pas connaître la planète Gédéon. Regardant les capteurs du vaisseau, Kirk s'aperçoit que celui-ci semble dériver dans l'espace.
De leur côté, les autorités de Gédéon font part de la disparition de Kirk et n'autorisent personne d'autre à se téléporter sur la planète. Spock, alors responsable des recherches, se heurte aux refus successifs d'Hodin. Ils autorisent toutefois un garde de Gédéon à se téléporter à bord de l'Enterprise, afin de constater qu'il ne s'agit pas d'un problème de téléporteur. Pendant ce temps là, dans le vaisseau vide, Kirk apprend que la planète d'où vient Odona est surpeuplée au point que d'avoir un espace privé est considéré comme un privilège. Kirk pense un instant être dans un rêve mais après avoir découvert un bruit étrange dans le vaisseau, il découvre la présence de personnes en combinaisons. Après avoir nié savoir ce qu'il se passe, Odona tombe, malade dans les bras de Kirk.
Kirk apprend vite qu'il se trouvait depuis le début sur Gédéon à l'intérieur d'une copie de l'Enterprise. Odona est en réalité la fille d'Hodin qui cherchait à le faire tomber dans un piège. Son plan est d'infecter la population de Gédéon avec un virus mortel (que Kirk, immunisé, porte encore mais transmettra à Odona) afin de réguler la population. Spock, de son côté, s'est téléporté et découvre la copie de l'Enterprise. Il libère Kirk et Odona qui peuvent se téléporter à l'intérieur de l'Enterprise. La jeune femme est soignée par le docteur McCoy et immunisée contre le virus, même si toujours porteuse de celui-ci.

## Production

### Écriture
L'idée à la base du scénario est issue d'une discussion entre l'acteur Stanley Adams et le créateur de la série Gene Roddenberry. Alors qu'Adams jouait le rôle de Cyrano Jones dans l'épisode Tribulations les deux hommes ont une discussion sur la surpopulation. Adams décide d'écrire un épisode sur le sujet qui fut proposé à la production de la série le 27 juin 1968 avec l'aide du scénariste George F. Slavin sous le titre de No Place to Die ("aucun endroit pour mourir."). Le synopsis de l'épisode est réécrit sous le titre de The Mark of Gideon le 12 juillet 1968 et le script est finalisé le 9 octobre 1968 avant d'être partiellement réécrit par Arthur Singer et Fred Freiberger au cours du mois d'octobre 1968.

### Tournage
Le tournage eut lieu du 23 au 31 octobre 1968 au studio de la compagnie Desilu sur Gower Street à Hollywood, sous la direction de Jud Taylor.
Pour des raisons de budget une grande partie des décors de l'Enterprise sont réutilisés et certains plans de l'épisode Veritas montrant le vaisseau vide sont réutilisés.

## Diffusion et réception critique

### Diffusion américaine
L'épisode fut retransmis à la télévision pour la première fois le 17 janvier 1969 sur la chaîne américaine NBC en tant que seizième épisode de la troisième saison.

### Diffusion hors États-Unis
L'épisode fut diffusé au Royaume Uni le 10 novembre 1971 sur BBC One.
En version francophone, l'épisode est diffusé au Québec en 1971 par Télé-Métropole et son réseau d'affiliés. En France, l'épisode est diffusé le dimanche 27 février 1983 sur TF1. Il fait partie des treize épisodes à avoir été diffusés à cette période.

### Réception critique
Il s'agit d'un des épisodes dont le producteur Fred Freiberger dit être le plus fier d'avoir produit. Pourtant l'épisode est peu apprécié des fans de la série pour son manque de logique.
Dans un classement pour le site Hollywood.com, Christian Blauvelt place cet épisode à la 69e position sur les 79 épisodes de la série originelle estimant que l'épisode n'a aucun sens. Pour le site The A.V. Club Zack Handlen donne à l'épisode la note de C+ trouvant qu'il est symptomatique de la saison 3 avec un très bon début mais une résolution décevante.

## Adaptation littéraire
L'épisode fut romancé sous forme d'une nouvelle de 31 pages écrite par l'auteur James Blish dans le livre Star Trek 6, un recueil compilant différentes histoires de la série et sorti en avril 1972 aux éditions Bantam Books.

## Éditions commerciales
Aux États-Unis, l'épisode est disponible sous différents formats. En 1988 et 1990, l'épisode est sorti en VHS et Betamax. L'épisode sortit en version remastérisée sous format DVD en 2001 et 2004.
L'épisode connu une nouvelle version remasterisée sortie le 31 mai 2008 : l'épisode fit l'objet de nouveaux effets spéciaux, notamment les plans de l'Enterprise et de la planète Gédéon qui seront refait à partir d'images de synthèse. Cette version est comprise dans l'édition Blu-ray, diffusée en décembre 2009.
En France, l'épisode fut disponible avec l'édition VHS de l'intégrale de la saison 3 en 2000. L'édition DVD est sortie en 2004 et l'édition Blu-ray le 22 décembre 2009.